# Janusz Kupcewicz
Janusz Bogdan Kupcewicz (Danzica, 9 dicembre 1955 – Danzica, 4 luglio 2022) è stato un calciatore polacco, di ruolo centrocampista.

## Carriera
Ha collezionato 19 presenze, segnando 5 reti, con la Polonia, partecipando alle fasi finali del Campionato mondiale di calcio 1978 e del Campionato mondiale di calcio 1982.

## Palmarès

### Club

#### Competizioni nazionali
- Campionato polacco: 1

Lech Poznan: 1982-1983
- Coppa di Polonia: 1

Arka Gdynia: 1978-1979